# Between YOU and ME
『between YOU and ME』（ビトウィーン・ユー・アンド・ミー）は、SHAKALABBITSのメジャー6枚目、通算9枚目のシングルで、TOSHIBA-EMIから2005年5月18日に発売。

## 解説
「GO☆SKIP IT」と同様マスタリング・エンジニアにレッド・ホット・チリ・ペッパーズなどを手掛けるスティーヴン・マルカッセンを起用。
初回限定版には“SHAKALABBITS BURNING CYLINDER TOUR 2004 COUNTDOWN SPECIAL”の様子が収録されたDVDが入っている。

## 収録曲
1. SADISTIC AURORA SHOW
作詞：UKI 作曲：MAH
2. 88 ROYAL SKA
作詞：UKI 作曲：MAH
3. mommy's back?
作詞：UKI 作曲：MAH

## 収録アルバム
- MUSHROOMCAT RECORD (#1,3)

## ジャケット
ジャケットは蜷川実花によって撮影された。アルバム「CRIMSON SQUARE」までの流れが決まっていたため、コッソリ赤い本を読む設定になっている。撮影は樹海で行われ、ジャケットに写っている魔女はUKIである。初回限定版と通常版ではジャケットが異なっている。